# تدوين الملاحظات

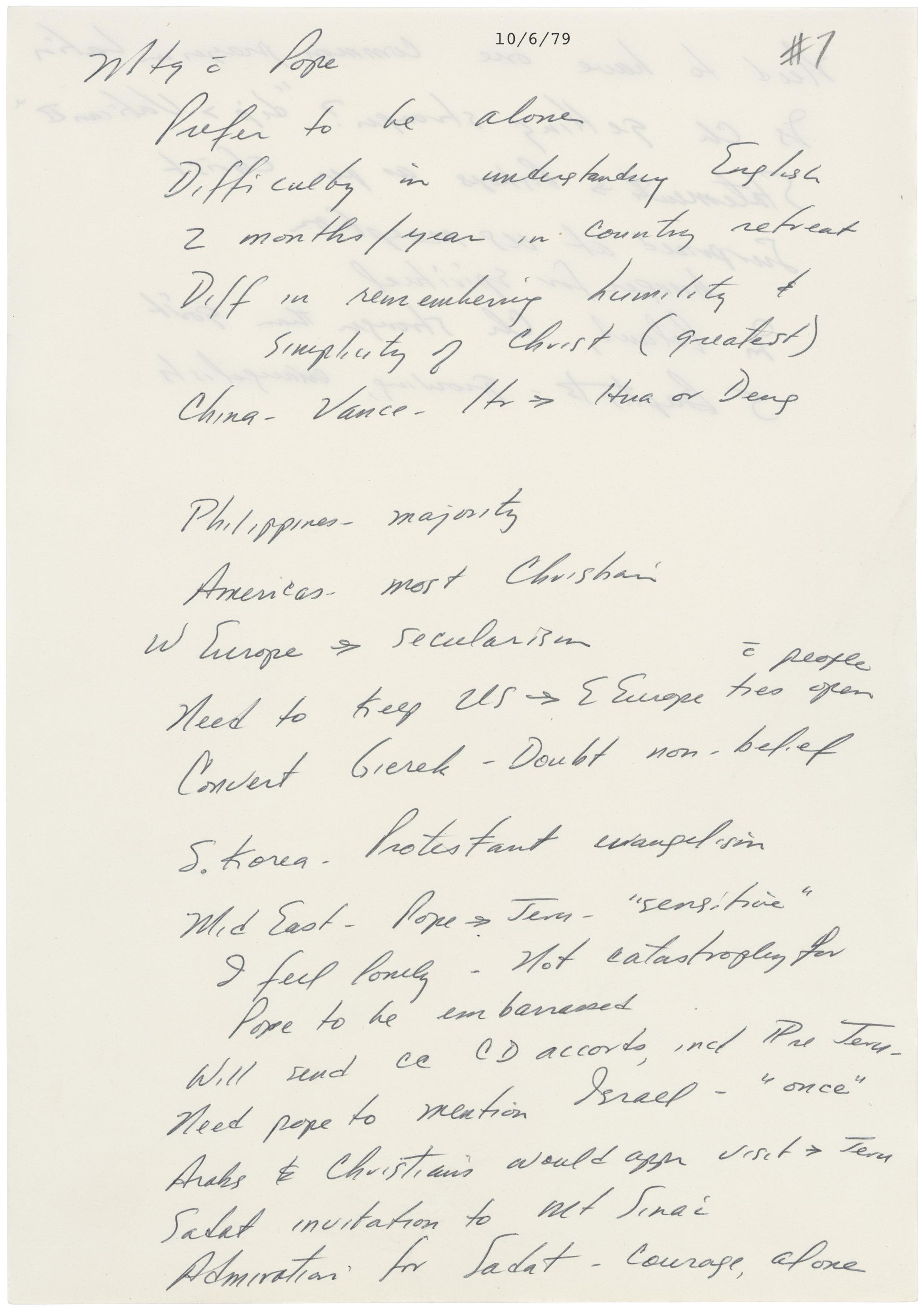
ملاحظات الرئيس جيمي كارتر من اجتماعه الخاص مع البابا يوحنا بولس الثاني، 6 أكتوبر/تشرين الأول 1979.

تدوين الملاحظات، أو أخذ الملاحظات، عملية تسجيل المعلومات من مصادر مختلفة. تهدف إلى تدوين الأفكار الأساسية، مما يخفف العبء على الذاكرة بجعلها تترك بعض التفاصيل. غالبًا ما تُؤخذ الملاحظات من مصادر مؤقتة، مثل حضور اجتماع أو محاضرة، لتكون السجل الوحيد لتلك الأحداث.
عندما ظهرت الكتابة، كُتبت الملاحظات تقليديًا باليد في دفاتر مخصصة. ومع ظهور برامج التدوين، أصبح التدوين الرقمي متاحًا وشائعًا على نطاق واسع، مما جعل تدوين الملاحظات مهارة مهمة في إدارة المعرفة الشخصية.

## التاريخ
تدوين الملاحظات له دور أساسي في تاريخ البشرية وتطور العلوم. حيث طور الإغريق القدماء ما يُعرف باسم hypomnema، وهي سجلات شخصية تضم مواضيع مهمة. وفي عصر النهضة والعصور الحديثة المبكرة، تعلم الطلاب في المدارس والأكاديميات والجامعات فن تدوين الملاحظات، وكانوا غالبًا يبدعون مجلدات مميزة تُستخدم كمرجع بعد التخرج. قبل العصر الرقمي، اعتمد الناس على أنواع مختلفة من دفاتر الملاحظات، مثل الدفاتر العادية، ودفاتر الحسابات، والملاحظات الهامشية. كما قام الفيلسوف جون لوك بابتكار ونشر نظام فهرسة شهير أصبح نموذجًا للكتب الشائعة، وألهم إصدارات عديدة من قوالب الكتب الشائعة في أوروبا والأمريكتين، بما في ذلك كتاب بيل، الذي استند إلى مبادئ لوك ونُشر في لندن عام 1770.

## علم النفس المعرفي
يعتبر تدوين الملاحظات جزءًا جوهريًا من السلوك البشري المعقد المرتبط بإدارة المعلومات، حيث يتطلب مجموعة من العمليات العقلية المتنوعة وتفاعلها مع وظائف معرفية أخرى. يجب على من يقوم بتدوين الملاحظات استيعاب المعلومات وتصفيتها، وتنظيم وإعادة بناء هياكل المعرفة، وفهم وكتابة تفسيره للمعلومات، وفي النهاية تخزين ودمج المواد الجديدة. والنتيجة هي تمثيل معرفي وحفظ للذاكرة.
أظهرت الدراسات أن الطلاب الذين دونوا ملاحظاتهم يدويًا حققوا نتائج أفضل في الامتحانات مقارنةً بمن كتبوا على الآلة الكاتبة، ويعود ذلك إلى المعالجة العميقة للمحتوى عبر إعادة صياغته بشكل انتقائي، بدلاً من النسخ الحرفي للكلمات، والذي ينتشر أكثر في التدوين على الآلة الكاتبة.

## أسباب تدوين الملاحظات
يُعتبر تدوين الملاحظات أداة فعّالة لتعزيز التعلم وتقوية الذاكرة، حيث يمنح كاتب الملاحظات القدرة على اختيار المعلومات وتنظيم الأفكار خلال المحاضرة. تساعد إعادة صياغة هذه الملاحظات بأسلوب مبسط على فهم المحتوى المقدم في الفصل بشكل أفضل. لاحقًا، يمكن الاستفادة من الملاحظات لمعالجة المعلومات سريعًا وتذكرها واستخدامها بفاعلية.
تدوين الملاحظات حول المفردات المختلفة المستخدمة في المحاضرات يُعزز تعلم الكلمات الجديدة ويشجع الأفراد المشاركين بفعالية على التعلم المستقل.

## الأنظمة
تتعدد تنسيقات تدوين الملاحظات لتيسير تنظيم المعلومات واسترجاعها وفهمها لاحقًا. غالبًا ما تكون الملاحظات الأولية غير رسمية أو غير مرتبة. من الأساليب الشائعة لهذه الملاحظات هو الاختزال، الذي يمكّن من تسجيل كميات كبيرة من المعلومات بسرعة. تقليديًا، كانت عملية التدوين تعتمد على الوسائل التناظرية، كدفاتر الملاحظات أو ملاحظات Post-It الورقية. أما في العصر الرقمي، فأصبحت أجهزة الكمبيوتر والأجهزة اللوحية والمساعدات الرقمية الشخصية (PDAs) شائعة في التدوين.
يحتاج كاتب الملاحظات عادةً إلى العمل بسرعة، لذا تهدف تقنيات وأساليب التدوين المختلفة إلى الاستفادة القصوى من الوقت. يتراوح متوسط سرعة الكلام بين 2-3 كلمات في الثانية (120-180 كلمة في الدقيقة)، بينما متوسط سرعة الكتابة اليدوية لا يتجاوز 0.2-0.3 كلمة في الثانية (12-18 كلمة في الدقيقة).
بغض النظر عن الوسيلة المستخدمة، يمكن تصنيف تدوين الملاحظات عمومًا إلى أساليب خطية وغير خطية، والتي يمكن دمجها معًا.
بغض النظر عن النظام المعتمد، يُفضل دائمًا التركيز على تسجيل المعلومات الأكثر أهمية أولاً.

## تدوين الملاحظات الخطية
تدوين الملاحظات الخطي هو عملية تسجيل المعلومات وفقًا للترتيب الذي يتم استقباله. عادةً ما تكون الملاحظات الخطية عبارة عن مخططات زمنية لمحاضرة أو نص. ورغم أن هذه الطريقة تُعتبر شائعة، إلا أن هناك احتمالًا كبيرًا لنسخ كل ما يُقال أو كل ما هو موجود في العرض التقديمي.

### الخطوط العريضة
يُعتبر التخطيط التفصيلي نظامًا شائعًا لتدوين الملاحظات، حيث يتم تنظيم الأفكار والمعلومات بشكل منطقي ومنظم. هذا التنظيم يُسهم في تقليل الوقت اللازم للتحرير والمراجعة، مما يسمح باستيعاب كميات كبيرة من المعلومات في وقت قصير. بالنسبة للفصول التي تحتوي على العديد من الصيغ والرسوم البيانية، مثل الرياضيات أو الكيمياء، قد يكون نظام ملاحظات Cornell أكثر ملاءمة.
تستمر المخططات التفصيلية عادةً في التوجه نحو أسفل الصفحة، مستخدمة العناوين والنقاط لتنظيم المعلومات. يتكون النظام الشائع من عناوين تتضمن أرقامًا رومانية، وحروف الأبجدية، وأرقامًا عربية على مستويات مختلفة. الهيكل النموذجي قد يكون كما يلي:
أولا: الموضوع الرئيسي
أ. الموضوع الفرعي
1. النقطة 1
2. النقطة 2
3. النقطة 3

ب. الموضوع الفرعي
1. النقطة 1
2. النقطة 2
3. النقطة 3

ثانيا. الموضوع الرئيسي الثاني
أ. الموضوع الفرعي
1. النقطة 1
2. النقطة 2
3. النقطة 3

ب. الموضوع الفرعي
1. النقطة 1
2. النقطة 2
3. النقطة 3

ومع ذلك، فإن هذا النوع من الهيكل يواجه بعض القيود في الشكل غير الرقمي، حيث يصعب الرجوع وإدراج معلومات إضافية. تُستخدم الأنظمة التكيفية مع تدوين الملاحظات باستخدام الورق والقلم، مثل الاستفادة من الجانب الخلفي للصفحة السابقة في دفتر الملاحظات الحلزوني لإجراء إدخالات جديدة. بدلاً من ذلك، يمكن ترك مساحات كبيرة بين العناصر لتسهيل إدراج المزيد من المحتوى. (للمزيد من المعلومات حول التطبيقات التي تدعم التخطيط التفصيلي، يمكنك مراجعة الفئة: المخططات التفصيلية.)
يتيح تدوين الملاحظات على الكمبيوتر، سواء باستخدام معالج كلمات أو برنامج مخطط تفصيلي أو برنامج دفتر ملاحظات رقمي، لكتّاب الملاحظات مراجعة المعلومات بسهولة وإضافة إدخالات أو صفوف جديدة إلى المخطط التفصيلي.

### طريقة الجملة
تدوين الجمل هو ببساطة تسجيل كل موضوع على شكل جملة قصيرة وبسيطة. هذه الطريقة تناسب الدروس السريعة التي تحتوي على كمية كبيرة من المعلومات. يقوم كاتب الملاحظات بتدوين كل فكرة أو حقيقة أو موضوع جديد في سطر منفصل. يتم تسجيل جميع المعلومات، لكن لا يتم تنظيمها إلى مواضيع رئيسية وثانوية. يمكن ترقيم الملاحظات أو تمييزها بنقاط للإشارة إلى بداية كل فكرة جديدة.

## تدوين الملاحظات غير الخطية
تشمل الأساليب المستخدمة في تدوين الملاحظات غير الخطية التجميع، ورسم الخرائط المفاهيمية، وملاحظات كورنيل، ورسم الخرائط الفكرية، والإعادة الفورية، ومخططات إيشيكاوا، وخرائط المعرفة، وخرائط التعلم، ورسم الخرائط الذهنية، وخرائط النماذج، ومبدأ الهرم.

### رسم بياني
تعتبر طريقة رسم المخططات لتدوين الملاحظات، والتي تتضمن رسم جداول تُعرف أحيانًا بإطارات الدراسة، مفيدة للموضوعات التي يمكن تقسيمها إلى فئات مثل أوجه التشابه والاختلاف، والتاريخ، والأحداث، والتأثيرات، وما إلى ذلك. يمكن للطلاب استخدام هذه المخططات لتحديد الفئات ورسم جدول قبل المحاضرة، أو قد يقومون بمراجعة ملاحظاتهم وإعادة كتابتها باستخدام هذه الطريقة.

### رسم الخرائط

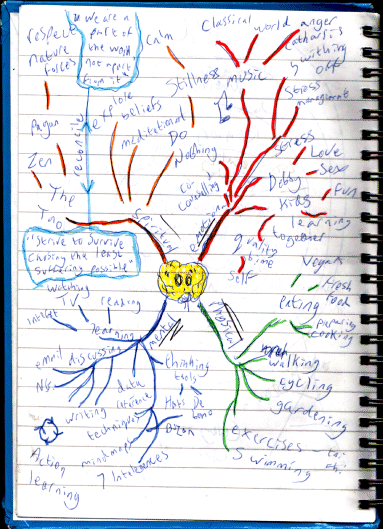
الخريطة الذهنية تربط الأفكار معًا بيانيًا

تستخدم الخرائط التنظيم المكاني والرسوم البيانية لتجميع المعلومات. يتم كتابة الأفكار في هيكل يعتمد على نظام العقدة-الرابط، مع خطوط تربط الأفكار ببعضها. تُرسم الخرائط الذهنية على شكل شجرة تبدأ من نقطة مركزية أو هدف في منتصف الصفحة، ثم تتفرع الأفكار إلى الخارج لتحديد جميع الأفكار المرتبطة بذلك الهدف. غالبًا ما تُستخدم الألوان والرسوم الصغيرة والرموز لتسهيل تصور المعلومات. كما تُستخدم أيضًا في التخطيط وكتابة المقالات.

### ملاحظات كورنيل

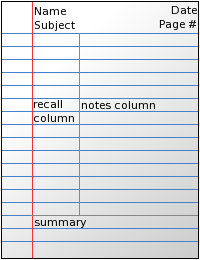
رسم تخطيطي يوضح الأقسام الثلاثة لصفحة من ملاحظات كورنيل